# Witte Kerk (Venlo)
De Witte Kerk, ligt in de wijk Genooi in de Nederlandse plaats Venlo. Aanvankelijk diende deze kerk als noodkerk voor de bevolking in die wijk, maar tegenwoordig doet het pand dienst als Huis van de Wijk.
Aanvankelijk werd in 1949 een noodkerk gebouwd in Genooi. Sinds 1929 was in deze wijk al een trappist actief als voorganger voor de overwegend arme bevolking. Na de oorlog werd besloten om in Genooi een nieuwe parochie te stichten. De door Jules Kayser ontworpen kerk was echter vanaf het begin van de parochie te klein. Deze deed dienst tot 1961 toen de nieuwe Sint-Nicolaaskerk werd ingewijd. In dat jaar werd de noodkerk verbouwd tot sportzaal. Sinds de jaren 70 doet de noodkerk dienst als gemeenschapshuis.